# Brömsebro
Brömsebro (på dansk Brømsebro) er en by på grænsen mellem Karlskrona kommune i Blekinge län og Torsås kommune i Kalmar län (Småland) i Sverige, beliggende cirka 22 kilometer nordøst for Karlskrona.
133 af byens i alt 213 indbyggere bor i Karlskrona kommune, de resterende 80 bor i Torsås kommune. Af byens totale areal på 0,66 km², ligger 0,39 km² i Karlskrona kommune og de resterende 0,27 i Torsås kommune.
Indtil freden i Roskilde i 1658 lå Brömsebro på grænsen mellem Sverige og Danmark. Derfor har byen været skueplads for flere fredsforhandlinger og -aftaler mellem Danmark og Sverige, så som Aftalen i Brømsebro 1541 og freden i Brömsebro i 1645.